# Джама масджид (Мумбаї)
Джа́ма-масджид — мечеть в Мумбаї, Індія.
Першу мечеть, зведену в 1770, знищено відповідно до указу губернатора Вільяма Хорнбея, який заборонив існування якоїсь будівлі в межах 600 ярдів від стін Форту.
Будівництво існуючої мечеті почалося в 1775, але робота над нею була закінчена лише в 1802.
Мечеть є чотирикутною будівлею з цегли та каменю, оточеною кільцем терасних настелень на дах і надбудовою подвійної мансарди. Головні східні ворота ведуть до стародавнього резервуару, наповненого водою. Над резервуаром стоїть 16 чорних кам'яних арок, які підтримують усю мечеть.